# Полухин, Владимир Петрович
Владимир Петрович Полухин (род. 14 октября 1938, Москва) — советский учёный в области обработки металлов давлением, доктор технических наук, профессор, дважды лауреат Государственной премии СССР.

## Биография
В 1960 году окончил МИСиС и был оставлен в аспирантуре на кафедре «Обработка металлов давлением».
После защиты кандидатской диссертации (1963) — доцент, после защиты докторской диссертации (1970) — профессор МИСиС. В 1984—1989 зав. кафедрой машин и агрегатов металлургических предприятий.
За разработку новых технологических и технических решений в области обработки металлов давлением становился лауреатом Государственных премий СССР (1973 и 1982), Государственной премии Украинской ССР в области науки и техники (1978), Премии Совета Министров СССР (1981).
Лично и в соавторстве опубликовал 38 монографий и учебников, получил 220 авторских свидетельств и патентов.
Награждён орденом «Знак Почета» (1980). Заслуженный деятель науки Российской Федерации (1998).